# Cormaranche-en-Bugey
Cormaranche-en-Bugey era una comuna francesa que estaba situada en el departamento de Ain, de la región de Auvernia-Ródano-Alpes, que el 1 de enero de 2019 pasó a formar parte de la comuna nueva de Plateau d'Hauteville como comuna delegada.

## Geografía
Está ubicada en una alta meseta del este del departamento, en el Bugey, una zona de media montaña que forma parte del macizo del Jura, a 22 km al norte de Belley.

## Historia
Entre 1806 y 1820 absorbe la comuna de Vaux-Saint-Sulpice.

## Demografía
| Gráfica de evolución demográfica de Cormaranche-en-Bugey entre 1800 y 2018 |
|                                                                            |

Los datos demográficos contemplados en este gráfico de la comuna de Cormaranche-en-Bugey se han cogido de 1800 a 1999 de la página francesa EHESS/Cassini, y los demás datos de la página del INSEE.